# Corts de Barcelona (1436-1437)
Les Corts Catalanes varen ser convocades per la reina Maria de Castella com a lloctinent del rei Alfons el Magnànim a Barcelona entre maig de 1436 i 1437. Era President de la Generalitat en Pere de Palou.
Encara recent les darreres Corts, aquestes són continuistes pel que fa al finançament de les campanyes mediterrànies del rei Alfons el Magnànim. Se sufragà un estol de galeres que salpà de Barcelona a finals d'agost de 1436.
Els diputats reberen el privilegi d'anar acompanyats per macers als seus desplaçaments.
El 8 d'agost de 1437 s'escolliren nous diputats i oïdors, recaient en Pere de Darnius el càrrec de President de la Generalitat.